# Ján Galbavý
Ján Galbavý (magyarosan Galbavy János, Ótura, 1801. december 29. – Almás, 1884. január 16.) katolikus plébános.

## Élete
Elvégezvén az alsóbb gimnáziumi osztályokat, 1818-ban felvették az esztergomi főegyházmegyei növendékpapok közé és 1826. március 13-án misés pappá szentelték föl. Mint nevelő és káplán Nagylévárdon, Modorban és Konyhán működött. 1838-ban plébános lett Almáson, itt is hunyt el. 
A szlovák irodalom munkása volt; Radomil név alatt a Pestbudinské Vedomosti, Sokol, Obzor és a Kat. Noviny hozták cikkeit.

## Művei
- Tetka Trapelka. Szakolcza, 1864. (Elbeszélés, ford.)
- Biblika, čili počiatky dejin biblických. Szakolcza, 1870.
- Počtoveda, schopnosti a potrebe mládeze na školách elementarnich... Szakolcza, 1870.
- Deje biblîcké starého i noveho zákona. Szakolcza, 1871.
- Mluvnica reči slovenskej. Pre elementárne náboženské... Szakolcza, 1871.
- Názorné Vyučovanie pre školy elementárne náboženské... Szakolcza, 1871.
- Zemepis pre školy elementarne... Szakolcza, 1871. (Mind a hat elemi iskolai tankönyv.)